# Chesterton (Huntingdonshire)
Chesterton – wieś i civil parish w Anglii, w hrabstwie Cambridgeshire, w dystrykcie Huntingdonshire. Leży 49 km na północny zachód od miasta Cambridge i 116 km na północ od Londynu. W 2011 roku civil parish liczyła 317 mieszkańców. Chesterton jest wspomniana w Domesday Book (1086) jako Cestretune.